# 사피엔스: 유인원에서 사이보그까지

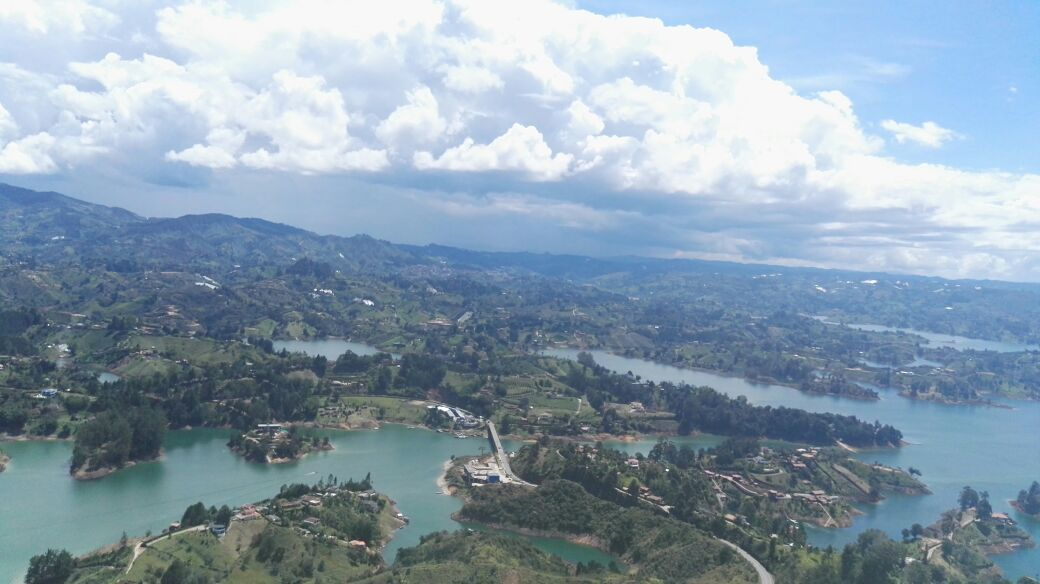

《사피엔스: 유인원에서 사이보그까지》(Sapiens: A Brief History of Humankind)는 유발 하라리의 저서이다.

## 소개
2011년 이스라엘에서 히브리어로 처음 출간되었으며 2014년 영문 번역본으로 재 출간되었다. 제레드 다이아몬드 저 《총, 균, 쇠》는 집필에 있어 가장 큰 영감을 준 도서 중 하나이며 이에 대해 그는 "덕분에 집필에 관련한 주요한 질문 및 답변을 과학적으로 얻으며 참조할 수 있었다."고 밝혔다. 최근 새로운 학문으로 자리잡은 ‘빅 히스토리(Big History)’의 한 분류로, '빅 히스토리'를 다룬 도서로 앞서 언급한 제레드 다이아몬드 저 <총, 균, 쇠>가 있다. 세분화된 학문의 한계를 극복하기 위해 우주의 시작부터 태양계 종말이 예상되는 45억년 후까지 전체를 연구 주제로 삼는다. 유발 하라리도 7만년 전 일어난 인지혁명, 1만2000년 전의 농업혁명, 500년 전부터 시작된 과학혁명을 주제로 ‘사피엔스’를 서술한다.  후속작으로 신이 된 인간에 대해 저술한 '호모 데우스'가 있다.

## 요약
사피엔스는 태곳적의 석기 시대부터 21세기 현재에 이르기까지의 인류 진화의 역사에 대해 기술하고 있다. 책의 근간을 이루는 주제는 호모 사피엔스가 다수의 타인들과 함께 융통성있게 협업할 수 있었기에 세계를 지배할 수 있었다는 것이다. 또한 이렇게 협업할 수 있었던 이유는 이들이 신, 국가, 화폐, 인권등과 같이 인류의 상상속에 순수하게 내재된 가치와 존재를 굳건히 믿을 수 있는 특별한 능력을 지녔기 때문이라고 밝힌다. 저자 하라리는 인류의 이러한 방대한 규모의 협업 체계 (종교, 정치 구조, 상업구조 및 법 체계 등)등이 궁극적으로 허구에 근거한다고 보고 있다.
또한 저서의 핵심적 주제중 하나로서 그는 화폐란 상호신뢰를 기반으로한 시스템이라고 주장한다. 이에 따르면 자본주의란 단순한 경제적 이론을 뛰어넘는 종교이며, 지난 2000년의 역사를 통틀어 '제국'이 가장 진일보한 정치적 체계이며, 가축을 관리하는 것이 역사적으로 가장 우를 범한 일이라고 한다. 또한 오늘날의 인류는 지난 과거의 세대보다 크게 행복하지 못하며 현재 인류는 신에 범접할 정도로 그들을 발전하는 단계에 이르렀다고 한다.

## 목차
제1부 인지혁명
1. 별로 중요치 않은 동물
2. 지식의 나무
3. 아담과 이브가 보낸 어느 날
4. 대홍수
제2부 농업혁명
5. 역사상 최대의 사기
6. 피라미드 건설하기
7. 메모리 과부하
8. 역사에 정의는 없다
제3부 인류의 통합
9. 역사의 화살
10. 돈의 향기
11. 제국의 비전
12. 종교의 법칙
13. 성공의 비결
제4부 과학혁명
14. 무지의 발견
15. 과학과 제국의 결혼
16. 자본주의 교리
17. 산업의 바퀴
18. 끝없는 혁명
19. 그리고 그들은 행복하게 살았다
20. 호모 사피엔스의 종말
후기_ 신이 된 동물

## 내용

### 인지혁명
저자는 2백만 년 전부터 약 1만년 전까지 지구에는 여섯 종의 인간(네안네르탈, 호모사피엔스 등)이 동시대에 살았고, 그 중 한 종인 사피엔스는 나머지 다섯 종을 무참히 살해한, 형제 살인범으로 소개하고 있다. 특히 사피엔스가 약 7만년 전 '뒷담화' 능력을 획득하게 되었고, 이는 결국 인간이 존재하지도, 경험하지도 못하는 허구의 것을 믿게 하는 인지혁명을 통해 조직력을 갖게 되었다고 주장한다.

### 농업혁명
인류는 농업의 시작으로 노동에 얽매이게 되었고, 농업혁명을 통해 인간 스스로를 노예로 만들었다고 주장한다. 특히 농업이 심각한 영향의 불균형을 초래했고, 농사를 위한 가축화로 인해 수 많은 질병이 폭발적으로 증가했다고 기술한다. 이런 점에서 저자는 농업혁명은 인간 역사의 최대 사기극으로 보고 있다.

### 인류의 통합
인류의 통합, 그 저변에는 실재하지 않는 것을 믿는 인간의 상상력이 있다고 주장한다. 특히 지구상 유례없이 거대한 네트워크를 형성하는데 있어 작용한 인간의 상상력으로 돈, 제국, 종교를 꼽는다. 이 세가지의 공통점은 모두 실제하지 않는다는 것이며, 이것이 인류의 대통합을 가능하게 하는 요소라고 주장한다.

### 과학혁명
지난 500년 간 인간의 힘은 경이적으로 유례없이 커졌다. 특히 무지를 인정하는데서 시작된 유럽의 발전은 과학혁명으로 이어졌다. 인지혁명을 통해 똘똘 뭉친 사피엔스가 농업혁명으로 번식에 성공하고, 돈과 제국, 종교로 거대한 네트워크를 이루더니 이제는 과학이라는 어마어마한 힘을 갖게 것이다. 그리고 저자는 이런 표현을 쓴다. '호모 데우스'. 데우스는 라틴어로 '신'이라는 뜻이며. 인간이 신이 되고자 한다는 것이다. 신의 영역이라고 일컬어지던, 탄생과 죽음까지 관장한다고 그는 주장한다. 그는 사피엔스가 현재 역사의 변곡점에 서 있다고 시사하며 그런 사피엔스에게 "우리는 어떤 존재가 되고 싶은가'가 아니라 '우리는 무엇을 원하고 싶은가!'"가 우리가 마주하고 있는 진정할 질문이라고 말하며 끝을 맺는다.

## 참고사항
2011년 히브리어로 처음 출간된 이후, 2014년에 영어로 번역되었고, 2020년 9월 기준으로 60개를 넘는 언어로 번역되어 출간되었다. 뉴욕 타임즈 베스트셀러 리스트에 선정되었으며 2014년 중국국가도서관이 선정하는 원진도서상을 수상하였다. 영국의 왕실생물학회에서 2015 Book awards에 사피엔스를 선정했으며 2018년, 영국 가디언지에서는 사피엔스를 10개의 "Best brainy books of the decade" 중 하나에 포함시켰다.  빌 게이츠는 사피엔스를 가장 좋아하는 책 10권 안에 꼽았고 마크 저커버그 또한 책을 추천한 적이 있다.

## 같이 보기
- 빌 게이츠